# American chicano
Pour plus de détails, voir Fiche technique et Distribution.
American chicano (Born in East L.A.) est un film américain réalisé par Cheech Marin, sorti en 1987.
C'est le premier film solo de Marin, sans l’implication de son partenaire de comédie, Tommy Chong. Né à East L.A. a finalement été un succès financier et a renforcé la réputation de Marin dans la communauté latino-américaine. Il a remporté plusieurs prix au Festival du film de La Havane.

## Synopsis
Le film a pour personnage principal Rudy Robles, un Américain d’origine mexicaine de l’est de Los Angeles qui est confondu avec un immigrant illégal et expulsé.

## Fiche technique
- Titre : American chicano
- Titre original : Born in East L.A.
- Réalisation : Cheech Marin
- Scénario : Cheech Marin
- Musique : Lee Holdridge
- Photographie : Álex Phillips Jr.
- Montage : Don Brochu, Stephen Lovejoy, David Newhouse et Mike Sheridan
- Production : Peter Macgregor-Scott
- Société de production : Clear Type
- Pays de production :  États-Unis et  Mexique
- Genre : Comédie
- Durée : 85 minutes
- Date de sortie : 
  - États-Unis : 21 août 1987

## Distribution
- Cheech Marin : Rudy
- Paul Rodriguez : Javier
- Daniel Stern : Jimmy
- Kamala Lopez : Dolores
- Jan-Michael Vincent : McCalister
- Lupe Ontiveros : la mère de Rudy
- Urbanie Lucero : la sœur de Rudy
- Chastity Ayala : la nièce de Rudy
- David Perez : le neveu de Rudy
- Neith Hunter : Marcie
- Tito Larriva : Oscar